# Riachuelo (Uruguay)
Riachuelo ist eine Ortschaft in Uruguay.

## Geographie
Sie befindet sich auf dem Gebiet des Departamento Colonia in dessen südlichem Teil im Sektor 1. Riachuelo liegt wenige Kilometer von der Küste des Río de la Plata entfernt und rund acht Kilometer östlich der Departamento-Hauptstadt Colonia del Sacramento am Arroyo Riachuelo inmitten der Cuchilla Riachuelo.

## Infrastruktur
Nördlich des Ortes verläuft die Ruta 1, an die Riachuelo über die durch den Ort führende Ruta 50 angeschlossen ist.

## Einwohner
Der Ort hatte bei der Volkszählung im Jahr 2004 144 Einwohner.